# Nischneje Kuito
Nischneje Kuito (russisch Ни́жнее Ку́йто „Unterer Kuito“, finnisch Ala-Kuittijärvi) ist ein See in der Republik Karelien im Nordwesten Russlands.
Der See ist der unterste und östlichste im Dreiseensystem Kuito. 
Seit 1956 wird der Abfluss des Sees reguliert.
Der Fluss Kem entwässert den See nach Osten hin zum Weißen Meer.
Der Nischneje Kuito hat eine Fläche von 141 km². 
Seine Länge beträgt 30,4 km, seine maximale Breite 7,5 km.
Die maximale Tiefe liegt bei 33 m, die mittlere Tiefe bei 9,4 m.
Das Einzugsgebiet beträgt 10.300 km².